# Aleksej Puninski
Aleksej Puninski –en ruso, Алексей Пунинский– (Sverdlovsk, URSS, 11 de enero de 1985) es un deportista croata que compitió en natación. Ganó cuatro medallas en el Campeonato Europeo de Natación en Piscina Corta entre los años 2003 y 2009.

## Palmarés internacional
| Campeonato Europeo en Piscina Corta | Campeonato Europeo en Piscina Corta | Campeonato Europeo en Piscina Corta | Campeonato Europeo en Piscina Corta |
| Año                                 | Lugar                               | Medalla                             | Prueba                              |
| ----------------------------------- | ----------------------------------- | ----------------------------------- | ----------------------------------- |
| 2003                                | Dublín (Irlanda)                    | Medalla de plata                    | 50 m mariposa                       |
| 2006                                | Helsinki (Finlandia)                | Medalla de oro                      | 50 m mariposa                       |
| 2008                                | Rijeka (Croacia)                    | Medalla de bronce                   | 4 × 50 m libre                      |
| 2009                                | Estambul (Turquía)                  | Medalla de plata                    | 4 × 50 m estilos                    |